# Хенн, Кэрри
Кэролайн Мэри «Кэрри» Хенн (англ. Caroline Marie «Carrie» Henn; род. 7 мая 1976, Панама-Сити, Флорида, США) — американская актриса, известная своей единственной ролью девочки Ньют в фильме «Чужие» (1986).

## Биография

### Детство
Отец Кэрри служил в Военно-воздушных силах США и примерно в середине 1980-х, в силу своих обязанностей, он вместе со своей семьёй переехал в Англию. Там Кэрри ходила в школу в Лэйкенхиаф, во время обучения в которой и снялась в «Чужих».

### Съёмки в «Чужих»
Джеймс Кэмерон, приняв решение снимать «Чужих», в итоге столкнулся с проблемой: персонажи были американцами, что очень усложнило поиск актёров, так как главным требованием от кандидатов было умение говорить с американским акцентом. Аналогично в отношении Ньют агентам по подбору было сказано искать кандидатов среди живущих в Англии детей американцев или тех, кто родился в Америке. Кэрри нашла агент по подбору актёров из киностудии «Pinewood» Сара Джексон, которая заметила её в школьной столовой во время обеда.
По словам продюсера Гейл Энн Хёрд, сначала на роль Ньют пробовали отбирать детей, которые уже имели опыт работы на сцене и в рекламе, но каждый раз они шли в противоречие со своей ролью, улыбаясь во время прослушивания, что не вязалось с данным образом. 9-летняя Кэрри Хенн, по её словам, была единственной, кто так не делал. Несмотря на то, что Кэрри не имела никакого актёрского опыта и даже не играла в школьном театре, её пробы понравились отборной комиссии. Итоговым решением стало то, что во время первой встречи с Сигурни Уивер Кэрри немедленно установила с ней тесный контакт. Родители Кэрри неохотно дали согласие на её участие в съёмках, опасаясь, что она наберётся нецензурной лексики от актёров, игравших десантников. По их же просьбе были наняты ещё две девочки, Луиза Хед и Киран Ша, в качестве дублёров Кэрри для технически сложных сцен, хотя их сняли только лишь в редких кадрах, так как почти все трюки Кэрри выполняла сама. Родители часто присутствовали на съёмочной площадке, что очень не нравилось Кэмерону, так он считал, что Кэрри тогда не сможет отобразить нужные эмоции одиночества, так как по сюжету Ньют находилась в глубоком стрессе.
Она много проводила времени с Сигурни Уивер, поскольку они участвовали практически во всех съёмках сцен с визуальными эффектами вроде голубого или проекционного экрана. В последние недели съёмок (поскольку фильм снимался в хронологическом порядке) основная нагрузка ложилась именно на их персонажей.
За роль Ньют, в 1987 году Кэрри получила премию «Сатурн» в номинации «Лучший молодой актёр или актриса». В том же году она номинировалась на премию «Молодой актёр».

### После
В 1992 году Кэрри в сопровождении Сигурни Уивер присутствовала на премьере «Чужого 3», где позже обе выражали дискомфорт, как реакцию на сцену, в которой показали мёртвое тело Ньют. Через какое-то время они вместе так же присутствовали на лондонском открытии сделанного по фильму аттракциона «Alien War».
В 1994 году Кэрри окончила среднюю школу в Этвотере, в Калифорнии и поступила в Калифорнийский университет округа Станисло, в Терлоке, который окончила в июне 2000 года с высокой степенью в свободных науках. В то же время она работала в оптовой корпорации «Costco» в Мерседе.
В 2003 году она номинировалась на «DVD Exclusive Awards» за её DVD-комментарии к «Alien Quadrilogy».
2 июля 2005 года Кэрри вышла замуж за своего однокурсника Натана Кутчера, который, как и она, имел высокую степень, но в судебном правосудии. У них есть один ребёнок.
У Кэрри есть старший её на два года брат Кристофер, который вместе с ней снимался в «Чужих», где сыграл её же экранного брата (брата Ньют Тима), но его роль сначала была сокращена в сценарии, а затем полностью вырезана при монтаже из прокатной версии. Про Кристофера известно только то, что он в 2001 году работал исполнительным офицером. Вместе с ним Кэрри давала видеоинтервью к дополнительным материалам «Alien Quadrilogy».
Сегодня Кэрри живёт вблизи округа Станисло, где работает школьным учителем. Не имея теперь почти никакого отношения к кино (она лишь изредка посещает различные мероприятия, посвящённые фильму), она всё равно продолжает переписываться с Сигурни Уивер. В июле 2016 года она посетила фестиваль «San Diego Comic-Con International», где, по случаю 30-летия выхода фильма, вновь был собран его актёрский состав.
Хотя роль Ньют так и осталась у неё единственной и после неё она не играла нигде, даже в школьных постановках (и неоднократно заявляла, что не собирается возвращаться к работе в кино), по неподтверждённым данным, Кэрри должна была сняться в фильме «Чужой 5» Нила Бломкампа, где сыграла бы в сценах воспоминаний мать Ньют Энн Джордан, но проект в итоге был отменён.

## Награды и номинации
| Награда              | Год  | Фильм               | Категория                                 | Результат |
| -------------------- | ---- | ------------------- | ----------------------------------------- | --------- |
| Сатурн               | 1987 | «Чужие»             | Лучший молодой актёр или актриса          | Победа    |
| Молодой актёр        | 1987 | «Чужие»             | Лучшая роль второго плана молодой актрисы | Номинация |
| DVD Exclusive Awards | 2003 | квадрология «Чужой» | лучший DVD-комментарий                    | Номинация |